# Инструментална музика
Инструментална музика је општи назив за сваку врсту музике створене, односно компоноване, за извођење на неком музичком инструменту. У ширем смислу, у њу спадају и композиције са тзв. вокализама, односно пратећим пјевачким мелодијама без текста. Супротност инструменталној музици представља вокална музика, односно композиције намијењене појединим пјевачким гласовима или хоровима  (итал. — као капела, тј. за интерну употребу).

## Историја
Инструментална музика позната је од најстаријих цивилизација и до данас је прошла многе трансформације, те обликовне и структурне промјене. Није могуће тачно утврдити да ли је старија инструментална или вокална музика, јер и најстарији сачувани записи или сликовни прикази свједоче да се уз пјевање често и свирало. Развој инструменталне музике недјељиво је повезан с историјским развојем и усавршавањем појединих инструмената, а свака врста је у поједином раздобљу обиљежена посебним, себи својственим стилским особинама.